# Costa del Maresme
|  | Aquest article tracta sobre el litoral i les platges de la comarca. Si cerqueu l'espai natural protegit, vegeu «Costes del Maresme». |

La costa del Maresme és el tram de la costa catalana que coincideix amb el litoral de la comarca del Maresme i que abraça un total de setze municipis des de Montgat fins a la desembocadura de la Tordera. Limita al nord amb la Costa Brava i al sud amb la Costa de Barcelona.
Es tracta d'una franja costanera que s'estén entre el mar Mediterrani i la Serralada Litoral, que la protegeix dels vents del nord. La costa del Maresme s'identifica amb platges extenses i de sorra daurada, pobles mariners i nuclis de gran tradició turística. Caracteritzada pel seu clima suau i el paisatge mediterrani, és una zona residencial i turística de primera magnitud que en les darreres dècades ha acollit nombrosa població d'origen metropolità que hi ha traslladat la primera residència.
La comarca disposa de cinc ports esportius i l'activitat pesquera es concentra principalment a Arenys de Mar. Per aquest motiu, aquesta localitat i Sant Pol de Mar han estat distingides com a viles marineres per l'Agència Catalana de Turisme.

## Espai natural Costes del Maresme
Davant de la costa maresmenca s'estén l'Alguer de Mataró que conté algunes de les praderies de posidònia oceànica més ben conservades del país. Les seves més de 2.900 ha estan integrades des de l'any 2006 dins l'espai natural protegit Costes del Maresme i l'any 2014 foren declarades Zona d'Especial Conservació (ZEC) per part de la Generalitat de Catalunya.
La posidònia o alga dels vidriers és una planta de gran importància ecològica i molt beneficiosa per als ecosistemes marins que és objecte d'estudi i de divulgació a partir d'iniciatives publicoprivades de la comarca com el projecte Posidònia 2021.

## Platges del Maresme
La Costa del Maresme compta amb un total de 54 platges i cales que sumen una longitud de 55 km, la majoria de sorra daurada amb el gra mig i gruixut.
Van des de les platges urbanes, amb tota mena de serveis, fins a platges més naturals i apartades dels nuclis urbans. Entre aquestes n'hi ha que han estat guardonades amb la Bandera Blava, d'altres distingides amb el compromís de sostenibilitat Biosphere i altres certificades amb Q de Qualitat Turística. Algunes localitats també han estat certificades com a destinacions de Platja en família i ofereixen instal·lacions i serveis especialment pensats per al públic familiar.
De sud-oest a nord-est, són les següents:
| Municipi                  | Platja o cala                        | Dimensions         | Distintius (2019) | Foto |
| ------------------------- | ------------------------------------ | ------------------ | ----------------- | ---- |
| Montgat                   | Cala Taps                            | 260,84 m           |                   |      |
| Montgat                   | Platja de les Roques                 | 274 m              |                   |      |
| Montgat                   | Platja de les Barques                | 500 m              |                   |      |
| Montgat                   | Platja de Can Tano                   | 90 m               |                   |      |
| Montgat                   | Platja de Monsolís                   | 660 m              |                   |      |
| Montgat                   | Platja dels Toldos                   | 383 m              |                   |      |
| El Masnou                 | Platja del Masnou                    | 1.240 x 25 m       |                   |      |
| El Masnou                 | Platja d'Ocata (N)                   | 2.240 x 50 m       |                   |      |
| Premià de Mar             | Platja de Ponent i de la Descàrrega  | 690 x 12 / 50 m    |                   |      |
| Premià de Mar             | Platja de Pla de l'Os i Bellamar     | 860 x 83 / 29 m    |                   |      |
| Premià de Mar             | Platja de Llevant                    | 595 x 88 / 216 m   |                   |      |
| Vilassar de Mar           | Platja de Ponent                     | 1.160 x 15 m       |                   |      |
| Vilassar de Mar           | Platja de l'Astillero                | 960 x 15 m         |                   |      |
| Vilassar de Mar           | Platja de l'Almadrava                | 290 x 25 m         |                   |      |
| Cabrera de Mar            | Platja dels Vinyals                  | 600 x 25 m         |                   |      |
| Cabrera de Mar            | Platja del Molí                      | 500 x 20 m         |                   |      |
| Cabrera de Mar            | Platja de Santa Margarida            | 200 x 5 m          |                   |      |
| Mataró                    | Platja de Ponent                     | 180 x 30 m         |                   |      |
| Mataró                    | Platja del Varador                   | 765 m x 125 m      | Q                 |      |
| Mataró                    | Platja del Callao                    | 400 x 50 m         | Q                 |      |
| Mataró                    | Platja de Sant Simó                  | 1.000 x 30 m       |                   |      |
| Sant Andreu de Llavaneres | Platja de l'Estació                  | 200 x 30 m         | BCE               |      |
| Sant Andreu de Llavaneres | Platja de les Barques                | 180 x 30 m         | BCE               |      |
| Sant Andreu de Llavaneres | Platja del Balís                     | 50 x 100 m         | BCE               |      |
| Sant Vicenç de Montalt    | Platja Sant Vicenç de Montalt        | 1.237 x 70 m       | BCE               |      |
| Caldes d'Estrac           | Platja dels Tres Micos               | 400 x 50 m         |                   |      |
| Caldes d'Estrac           | Platja Kalima                        | 300 x 50 m         |                   |      |
| Arenys de Mar             | Platja de la Musclera (N)            | 630 x 20 / 40 m    |                   |      |
| Arenys de Mar             | Platja de les Roques d'en Lluc       | 300 x 30 m         |                   |      |
| Arenys de Mar             | Platja de la Picòrdia                | 580 x 20 / 80 m    |                   |      |
| Arenys de Mar             | Platja del Cavaió                    | 1.000 x 60 / 120 m |                   |      |
| Canet de Mar              | Platja del Cavaió                    | 600 m              |                   |      |
| Canet de Mar              | Platja de Canet                      | 1.500 m            |                   |      |
| Sant Pol de Mar           | Platja de les Roques Blanques        | 380 m              |                   |      |
| Sant Pol de Mar           | Platja de la Murtra                  | 500 m              |                   |      |
| Sant Pol de Mar           | Platja de Can Villar                 | 700 m              |                   |      |
| Sant Pol de Mar           | Platja de Sant Pol                   | 400 m              |                   |      |
| Sant Pol de Mar           | Platja de les Barques                | 150 m              |                   |      |
| Sant Pol de Mar           | Plata les Escaletes                  | 300 m              |                   |      |
| Sant Pol de Mar           | Platja la Platjola                   | 130 m              |                   |      |
| Sant Pol de Mar           | Platja del Morer                     | 750 m              |                   |      |
| Calella                   | Platja de les Roques (N)             | 736 x 26 m         | BCE               |      |
| Calella                   | Platja de Garbí                      | 752 x 72 m         | / Q / BCE         |      |
| Calella                   | Platja Gran                          | 1.388 x 60 m       | BCE               |      |
| Pineda de Mar             | Platja del Poblenou                  | 634 m              |                   |      |
| Pineda de Mar             | Platja de la Riera                   | 577 m              | / BCE             |      |
| Pineda de Mar             | Platja dels Pescadors                | 1.082 m            | / BCE             |      |
| Pineda de Mar             | Platja dels Pins (N)                 | 527 m              |                   |      |
| Santa Susanna             | Platja de les Dunes (N)              | 1.000 m            |                   |      |
| Santa Susanna             | Platja de les Caletes                | 400 m              |                   |      |
| Santa Susanna             | Platja de Llevant                    | 800 m              | BCE               |      |
| Malgrat de Mar            | Platja de l'Astillero                | 1.000 m            |                   |      |
| Malgrat de Mar            | Platja Malgrat Centre                | 900 m              |                   |      |
| Malgrat de Mar            | Platja de la Conca                   | 1.700 m            |                   |      |
| Malgrat de Mar            | Platja de la Punta de la Tordera (N) | 900 m              |                   |      |

## Ports marítims
Al llarg de la costa maresmenca s'hi ubiquen un total de cinc ports, la majoria d'ells de caràcter totalment esportiu.
En el mateix sentit sud-oest a nord-est, són els següents:
| Port                                   | Tipus              | Amarratges | Situació                      | Foto |
| -------------------------------------- | ------------------ | ---------- | ----------------------------- | ---- |
| Port del Masnou                        | Esportiu           | 1.058      | 41º 28' 30" N / 02º 18' 47" E |      |
| Marina Port Premià                     | Esportiu           | 554        | 41º 29' 26" N / 2º 22' 02" E  |      |
| Port de Mataró                         | Esportiu           | 1.080      | 41° 31′ 46″ N / 2° 26′ 42″ E  |      |
| Port Balís (Sant Andreu de Llavaneres) | Esportiu           | 764        | 41º 33,5' N / 002º 30,5' E    |      |
| Port d'Arenys                          | Esportiu / Pesquer | 428        | 41º 34' 45" N / 2º 39' 29" E  |      |